# Days (film)
Pour les articles homonymes, voir Day et Days (homonymie).
Pour plus de détails, voir Fiche technique et Distribution.
Days (日子, Rìzi) est un film taïwanais réalisé par Tsai Ming-liang, sorti en 2020.
Il est sélectionné en compétition officielle à la Berlinale 2020.

## Synopsis
La journée de deux hommes après qu'ils se sont rencontrés à l'occasion d'un massage,.

## Fiche technique
- Titre original : 日子, Rìzi
- Titre français : Days
- Réalisation et scénario : Tsai Ming-liang
- Pays de production :  Taïwan
- Format : couleur — 1,78:1
- Genre : drame
- Durée : 127 minutes
- Dates de sortie :
  - Allemagne : 27 février 2020 (Berlinale)
  - Taïwan : 7 juillet 2020 (Festival du film de Taipei)
  - France : 20 novembre 2020 (Festival des trois continents, en ligne)
  - France : 30 novembre 2022

## Distribution
- Lee Kang-sheng : Kang
- Anong Houngheuangsy : Non

## Distinction

### Sélection
- Berlinale 2020 : sélection officielle, en compétition